# Prókai Annamária
Prókai Annamária (Budapest, 1963. január 24. – Budapest,
2000. november 8.), névváltozata: Prókay Annamária, magyar színésznő, szinkronszínész. Édesapja Prókai István, testvére Prókai Éva is színészek.[forrás?]

## Életpályája
1973-tól növendéke volt az Állami Balettintézetnek, de abbahagyta tanulmányait és 1978-tól az Állami Artistaképző Iskola akrobatikus dzsesszbalett szakán végezett. A Mainos TV-társaság fesztiválján 1982-ben Helsinkiben elnyerte a legjobb női alakítás díját a Farkasokban nyújtott teljesítményéért. 1981-től 1987-ig volt a Rock Színház tagja, majd felvételizett a Színház- és Filmművészeti Főiskolára. Felvették az operett-musical szak II. évfolyamára, tanulmányait 1989-ben végezte el Kazán István és Versényi Ida tanítványaként. 1989-től 1991-ig a Vígszínház, 1991-től 1993-ig a Budapesti Kamaraszínház tagja. 1994-től 1998-ig játszott az Új Színháznál, majd haláláig szabadfoglalkozású színész volt. Fiatalon, 37 évesen hunyt el daganat következtében.

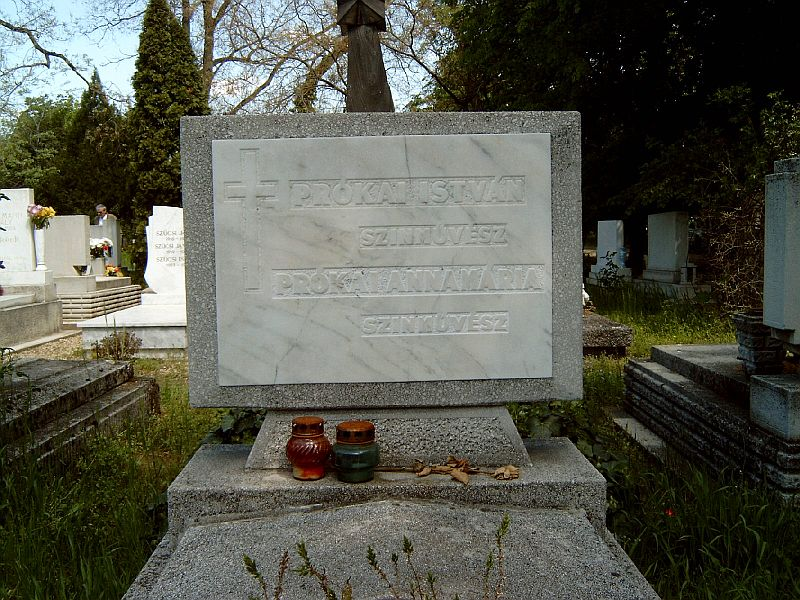
Prókai Annamária és Prókai István sírja

## Színpadi szerepei
- Leonard Bernstein: West Side Story....Akárkié
- Várkonyi Mátyás–Miklós Tibor: 
  - Sztárcsinálók
  - Farkasok....Lány
- Hans Christian Andersen–Várkonyi Mátyás–Béres Attila: A bábjátékos....Servetta
- Mario Vargas Llosa: Pantaleón és a hölgyvendégek....Csöcsös
- Georg Büchner: Leonce és Lena....Rosetta
- Szomory Dezső: Györgyike, drága gyermek....Ida
- Szakcsi Lakatos Béla–Csemer Géza: Cigánykerék....Judit
- Roger Vitrac: Viktor, avagy a gyerekuralom....Mária
- Eisemann Mihály: Fekete Péter....Chagrinné

- Paul Foster: Színezüst csehó....Marie-Claire
- Christopher Gore: Fame
- Anthony Burgess: Mechanikus narancs....Feleség, ápolónő
- Richard O'Brien: Rocky horror picture show....Magenta
- Federico García Lorca: Don Cristóbal és Dona Rosita tragikomédiája....Rosita
- Vörösmarty Mihály: Csongor és Tünde....Ilma
- Bertolt Brecht: Jó embert keresünk....Sógornő
- Szép Ernő: Patika....Carmen
- Federico Garcia Lorca: Vérnász....Fiatal nő
- Jordan Radicskov: Január....Szofrona
- Beaumarchais: Figaro házassága....Grófnő
- Time Rice: Jézus Krisztus szupersztár....Asszony a tűznél
- Miklós Tibor: Cafe Rock....Tündi
- William Shakespeare–Nagy Feró: Hamlet....Guildenstern
- Miklós Tibor: Csillag Nápoly egén....Széppatakyné
- Alexandre Dumas: A három testőr....Constance Bonacieux
- Gerome Ragni: Hair....Crissy
- Franz és Paul von Schönthan–Kellér–Szenes–Horváth: A szabin nők elrablása...Retteginé
- Kárpáti Péter: 	Tótferi, avagy hogy született a világhőse, kinek keresztanyja a Szentpétör volt ...Vaddisznó[5]

## Filmjei

### Játékfilmek
- Mami blú (1986)
- Vörös vurstli (1991)
- Hamis a baba (1991)
- Kutyabaj (1992)
- Esti Kornél csodálatos utazása (1995)
- Gengszterfilm (1999)

### Tévéfilmek
- A száztizenegyes (1982)
- Szomszédok (1988)
- Lumpáciusz Vagabundusz (1988)
- Három idegen úr (1994)
- Az öt zsaru (1998)
- Kisváros (1999)

## Szinkronszerepek

### Sorozatbeli szinkronszerepek
- Együtt és egyedül: Kathy Robinson - Lucy Bayler
- Twin Peaks: Norma Jennings - Peggy Lipton
- Az igazságosztó: KC Griffin - Kathleen York
- Paula és Paulina: Patricia Bracho - Jessica Jurado
- Vészhelyzet: Carla Simmons - Lisa Nicole Carson
- Savannah: Cassandra 'Cassie' Wheeler - Alexia Robinson
- Sportakadémia: Virgine - Julie Japhet
- BUGS – A cég hullámhosszán: Roslyn 'Ros' Henderson - Jaye Griffiths
- Szívtipró gimi: Ms. Rhonda 'Ronnie' Brooks - Denni Gordon
- Remington Steele: Laura Holt - Stephanie Zimbalist
- Hiperion öböl: Sarah Hicks - Carmen Electra
- Édes hármasban: Valentine Léger - Emma Colberti
- Robin Hood legújabb kalandjai: Marion Fitzwalter - Barbara Griffin
- Hatalom és szenvedély: Kathryn Byrne - Tracey Tainsh
- Váratlan utazás (Road to Avonlea TV-sorozat): Rosemary Dunsmore - Aunt Abigail

### Film szinkronszerepei
| Cím                          | Szerep          | A szinkronizált színész |
| ---------------------------- | --------------- | ----------------------- |
| Wayne világa                 | Stacy           | Lara Flynn Boyle        |
| Cannibal Holocaust           | Faye Daniels    | Francesca Ciardi        |
| Harmadik típusú találkozások | Ronnie Neary    | Teri Garr               |
| Nyomás utána!                | Démon           | Faith Minton            |
| Terminátor - A halálosztó    | Ginger Ventura  | Bess Motta              |
| Superman                     | Lara            | Savannah York           |
| Superman II. ￼               | Lara            | Savannah York           |
| Hétalvó                      | Dr. Nero        | Marya Small             |
| A Halászkirály legendája     | Anne Napolitano | Mercedes Ruehl          |

## Díjai
- A legjobb női alakítás díja a Farkasokban nyújtott teljesítményéért a Mainos TV-társaság fesztiválján Helsinkiben (1982)